# Ercan Aktuna
Ercan Aktuna, né en 1940 à Istanbul – mort le 20 septembre 2013 dans la même ville, est un footballeur turc. Il commence sa carrière en 1957 à Istanbulspor.

## Biographie
En 1965, il est transféré à Fenerbahçe SK et remporte à 6 reprises le championnat.
Il était capitaine pendant 5 saisons et compte 37 machts en équipe nationale.
En 1975, il arrête sa carrière de footballeur et part en Angleterre comme entraîneur.
Il devient manager du club de Fenerbahçe.
Aktuna a écrit pour différents journaux, dont Akşam.